# Rasa de Puig-arnau
La rasa de Puig-arnau és un afluent per la dreta de la rasa de Coll de Jou.
Neix a 1.525 m d'altitud, 400 m amunt de la corba de la ctra de Coll de Jou a  Cambrils d'Odèn on hi ha la frontera entre els municipis de Guixers i Odèn i molt a prop de la Font de Sant Joan.
Des del seu naixement pren la direcció N-S que manté al llarg de tot el seu recorregut en el decurs del qual deixa a la dreta (150 m a vol d'ocell) la masia de Cal Pubilló i a continuació la de  Puig-arnau (a 75 m, també a la dreta a vol d'ocell) per anar a desguassar a la rasa de Coll de Jou a 1.035 m d'altitud.